# Dia Internacional da Não-Violência
O Dia Internacional da Não-Violência é comemorado em 2 de outubro, data do aniversário de Mahatma Gandhi. Foi estabelecido em 15 de junho de 2007, segundo a resolução A/RES/61/271 da Assembleia Geral das Nações Unidas. O dia é uma ocasião para “disseminar a mensagem da não-violência… por meio da educação e da conscientização pública… e reafirmar o desejo de uma cultura de paz, tolerância, compreensão e não-violência”. Não é um feriado público, mas é celebrado em todo o mundo de várias maneiras, geralmente para chamar a atenção para questões globais. Sua data e propósito correspondem aos do feriado nacional indiano de Gandhi Jayanti.

## Contexto
Em janeiro de 2004, a iraniana Shirin Ebadi, ganhadora do Prêmio Nobel, levou uma proposta para o Dia Internacional da Não-Violência de um professor de hindi em Paris que ensinava estudantes internacionais para o Fórum Social Mundial em Mumbai. A ideia atraiu gradualmente o interesse de alguns líderes do Partido do Congresso da Índia (“Ainsa Finds Teen Voice”, The Telegraph, Calcutá) até que uma resolução da Conferência Satyagraha em Nova Déli, em janeiro de 2007, iniciada pela presidente do Congresso Nacional Indiano e presidente da Aliança Progressiva Unida, Sonia Gandhi, e pelo arcebispo Desmond Tutu, solicitou que as Nações Unidas adotassem a ideia.
Em 15 de junho de 2007, a Assembleia Geral das Nações Unidas votou para estabelecer o dia 2 de outubro como o Dia Internacional da Não-Violência. A resolução da Assembleia Geral pede a todos os membros do sistema da ONU que comemorem o dia 2 de outubro de “maneira apropriada e disseminem a mensagem da não-violência, inclusive por meio da educação e da conscientização pública”.
A Administração Postal das Nações Unidas (UNPA) em Nova Iorque preparou um selo postal especial para comemorar esse evento, atendendo a uma solicitação do embaixador indiano na Missão Permanente da Índia junto à ONU. O desenho do selo pictórico em caixa foi preparado pela UNPA e foi limitado ao cancelamento na sede da UNPA em Nova Iorque (não em Genebra e Viena). A UNPA indicou que todas as correspondências enviadas pela UNPA entre 2 e 31 de outubro tragam o selo.